# Museo de Art Nouveau y Art Decó Casa Lis de Salamanca

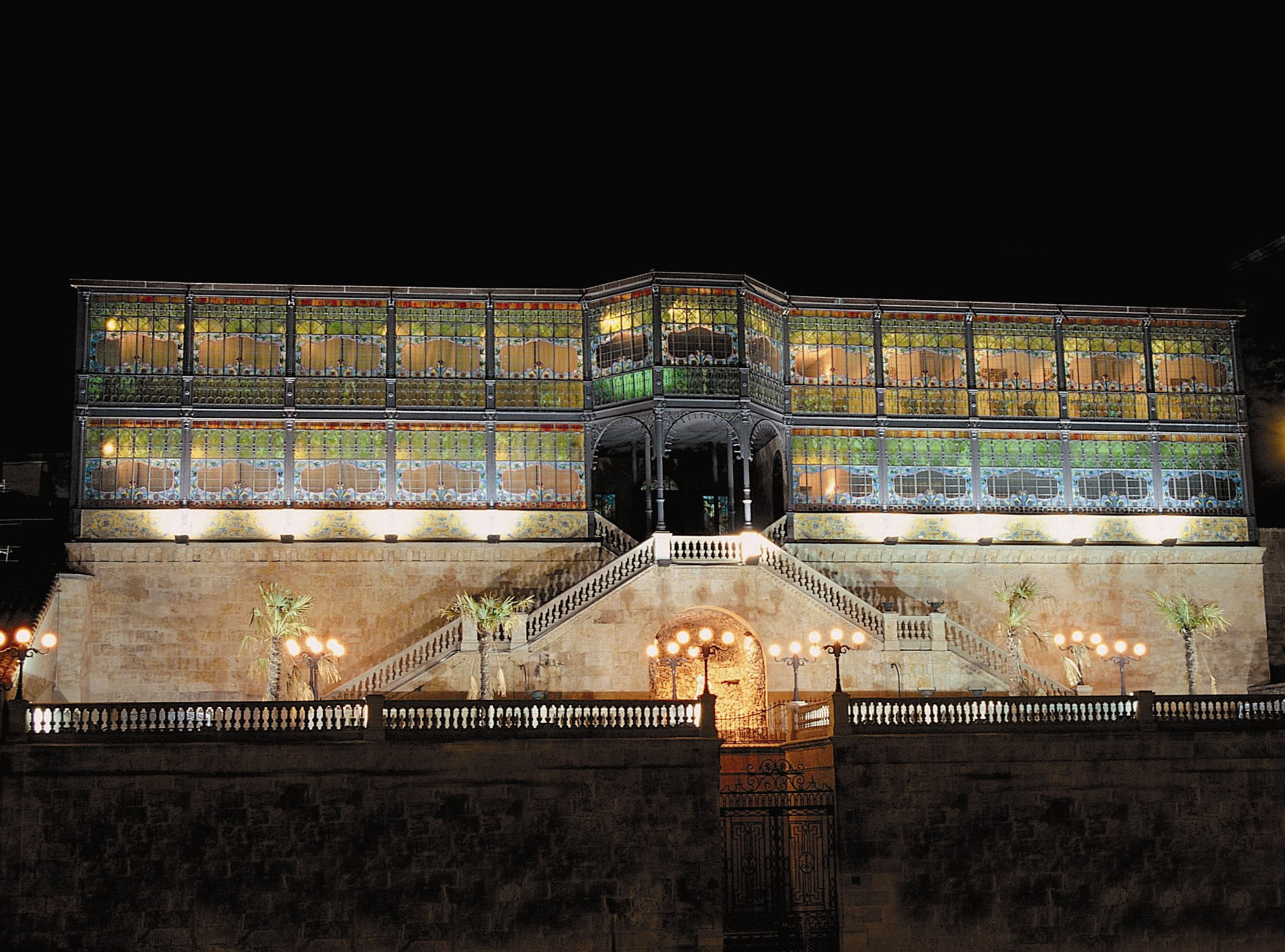
Museo de Art Nouveau y Art Decó Casa Lis de Salamanca

Het Museo de Art Nouveau y Art Decó Casa Lis de Salamanca is een museum in het Spaanse Salamanca. Het museum werd geopend in 1995 en is gewijd aan art nouveau en art deco. Het museum bezit 200 werken in glas uit die stijlperiodes, onder andere werk van Émile Gallé en juwelen van René Lalique. Het museum is gevestigd in Casa Lis, een modernistisch paleis dat werd opgetrokken voor industrieel Miguel Lis.